# Рыцари Сорока Островов
«Ры́цари Сорока́ Острово́в» — первый изданный роман российского писателя-фантаста Сергея Лукьяненко. Роман был написан в период с 1988 по 1990 год и впервые опубликован издательством «Terra Fantastica» в 1992 году.
Действие романа происходит в мире Сорока Островов, созданном инопланетянами искусственном полигоне для проведения исследования моделей поведения наиболее перспективных детей Земли. Создавая двойников настоящих детей, пришельцы помещают их на один из островов, где те вынуждены насмерть сражаться с остальными за право вернуться домой при помощи деревянных мечей, которые могут становиться стальными. Однако ребята понимают, что всё это время они находились под куполом, устраивают диверсию и проникают за купол, пока отключилась техника пришельцев. Но только главный герой и его подруга успевают воспользоваться проходом обратно на Землю.
В 1995 году роман был отмечен премией «Меч Руматы», одной из жанровых премий «Странник», за лучшее произведение в жанре героико-романтической и приключенческой фантастики.

## Сюжет
…дети могут воевать со взрослыми. Взрослые тоже воюют с детьми, они одичали. Но дети не воюют с детьми ни на одной планете — они ещё не посходили с ума!
Владислав Крапивин
Часть первая. «Замки и мосты»
Во время летних каникул незнакомец фотографирует четырнадцатилетнего школьника Диму, в результате чего тот непонятным образом оказывается на небольшом песчаном острове. В центре острова стоит замок, от которого отходят три тонких розовых моста. Встретившие его ребята рассказывают, что это был не фотограф, а инопланетянин, и они теперь не на Земле. В этом мире сорок островов, каждый из которых связан мостами с тремя другими. Их остров — тридцать шестой, с замком Алого Щита. Кроме Димки на острове ещё шестнадцать мальчишек и девчонок, главный среди них — англичанин Крис. Все обитатели островов вынуждены играть в Игру, целью которой является захват всех остальных островов, так как только победители смогут вернуться домой. У Игры три правила: не играть после развода мостов, не играть в поддавки и не смотреть вверх, когда заходит солнце. Основное оружие — деревянные мечи, которые становятся стальными, когда ты готов убить противника. Ночью мосты расходятся.
В первый же день Димки на острове происходит атака на южном мосту со стороны 24-го острова. Среди нападавших он узнаёт Ингу, с которой дружит с детства. Вечером они встречаются на мосту и понимают, что время на островах идёт по-другому, а сами они, возможно, всего лишь двойники самих себя. На следующий день их остров атакуют ребята с 30-го, убив при этом четверых защитников. Толик рассказывает историю Безумного Капитана, мальчишки, который построил корабль, и которого пришельцы обрекли вечно плавать между островами. Ночью, проследив за Мальком, самым младшим обитателем тридцать шестого острова, Димка узнаёт, что тот является наблюдателем пришельцев и докладывает о состоянии дел в замке.
Часть вторая. Объединение
На остров попадает новичок — австралиец Том. Пока ребята в замке отвлеклись на него, на южном мосту пять человек с 24-го острова атаковали двух защитников 36-го. Инга перешла на сторону острова Алого Щита, из-за этой неожиданности удалось отбиться. Димка случайно выдаёт, что знаком с Ингой, и поторопившегося доложить об этом Малька раскрывают и запирают в темницу. Ребята решают, что если смогут собрать Конфедерацию Островов, то все выиграют и вернутся домой. Для этого они проводят переговоры о дружбе, начав с 24-го острова, а несогласных атакуют совместными силами. В это же время ребята чинят лодку и отправляются в плавание между островами. Им удаётся договориться с 4-м островом.
Часть третья. Разрушение
После 4-го острова ребята попадают в шторм. Когда они подходят к острову Тысячи Камней, его обитатели их сразу же атакуют, но у Тома оказывается пистолет, и им удаётся уплыть. В море герои сталкиваются с кораблём Безумного Капитана и обнаруживают, что это всего лишь голограмма пришельцев. В это время на острове Алого Щита происходит переворот, изначальные хозяева прячутся в подвале. Вернувшиеся после плавания спасают положение и убивают восставших, но теперь все понимают, что идея с Конфедерацией оказывается несостоятельной.
Димка измеряет замок и обнаруживает замурованную комнату с оружием и записями 1947 года. Из них ребята узнают, что уже тогда комсомольцы пробовали объединить острова в Союз, но у них это не получилось. Найденной взрывчаткой взрывают один из мостов, за что пришельцы наказывают всех холодом: температура снаружи становится ниже нуля, море начинает замерзать, чтобы виновников похолодания могли убить пришедшие по льду жители других островов. Оставшуюся взрывчатку обитатели 36-го острова решают отправить пришельцам, поместив её в специальный шкаф, из которого каждую ночь исчезает мусор.
Часть четвёртая. «Рыцари и пришельцы»
После того, как взрывчатка отправилась к пришельцам, на западе взошло солнце, а потом исчезло небо. Ребята понимают, что всё это время они находились под куполом, и решают отправиться к нему, пока не возобновила работу техника пришельцев. По техническому проходу они проходят за купол, где находят двух пришельцев, похожих на птиц и на людей одновременно. Один из них соглашается стать проводником по кораблю. Остальных пришельцев последовательно убивают. Проводник рассказывает, что они находятся на исследовательском корабле их расы, который потерял связь с родной планетой к тому моменту, когда нашёл Землю. Пришельцы исследовали модели поведения наиболее перспективных людей планеты, снимая с них точную копию. Ребята находят проход на Землю, которым пользовались пришельцы. Но генератор корабля повреждён, и проход постепенно сужается. Только Димка и Инга успевают вернуться.

## Создание и издания

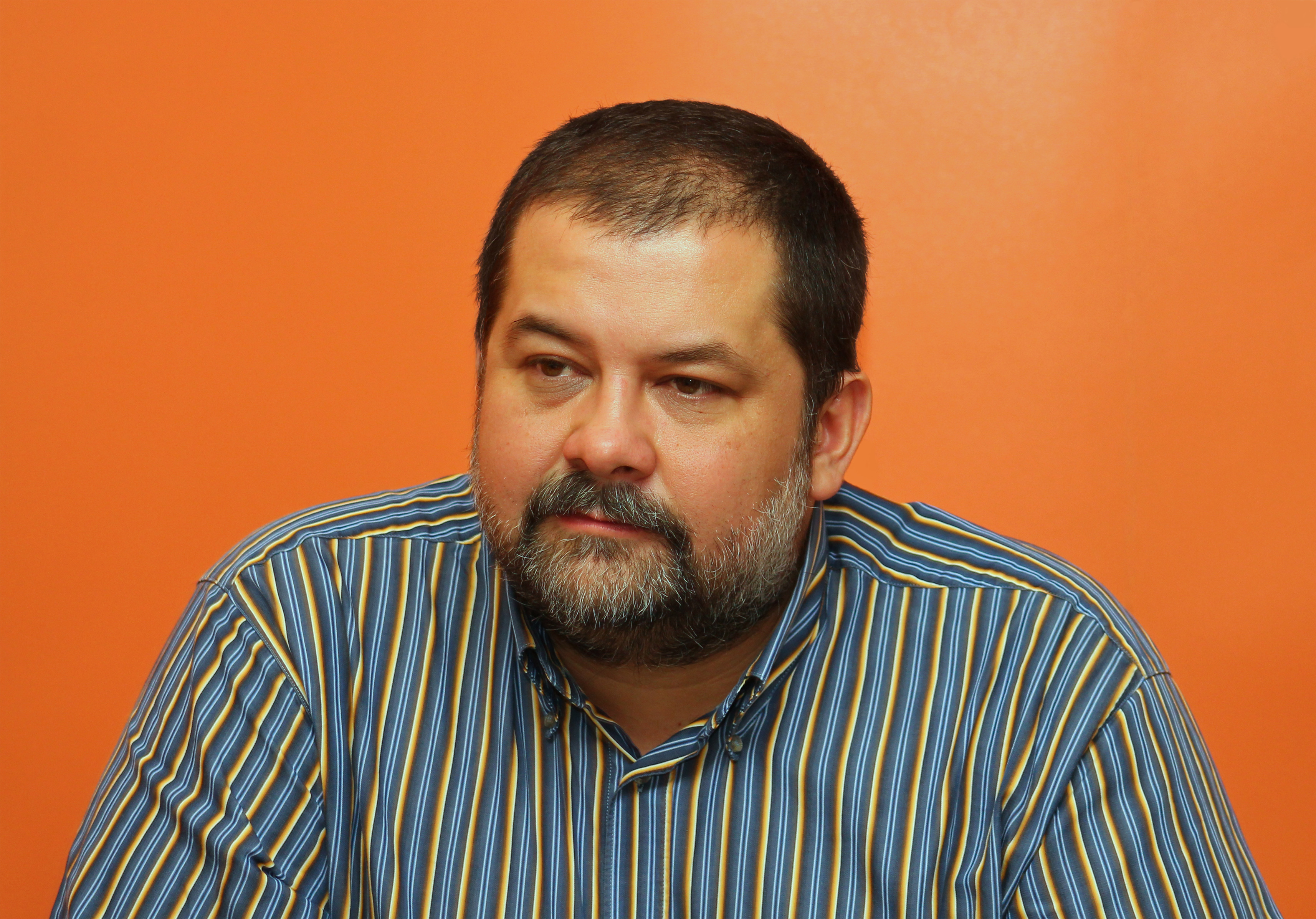
Сергей Лукьяненко в 2011 году

Изначально Сергей Лукьяненко задумывал написать небольшую пародию на книги детского писателя Владислава Крапивина. Писатель взял героев и антураж, близкие Крапивину, и попробовал представить всё это в более жёсткой, нехарактерной детскому автору, ситуации. После написания нескольких страниц автор понял, что результат уже перерос жанр пародии. Поэтому писатель продолжил работу над романом, исключив из него пародийные элементы. Отсылкой к Крапивину остался эпиграф произведения. По словам Лукьяненко, он не читал роман Уильяма Голдинга «Повелитель мух» до написания «Рыцарей Сорока Островов», хотя герои его произведения напоминают детей-убийц Голдинга.
Произведение находится на стыке «чистой фантастики» и фэнтези. Лукьяненко изменил «подростковую фантастику», когда ввёл в романе обыденную смерть. В отличие от предшественников, у которых смерть была неизбежна, как жертва или возмездие, у Лукьяненко «друг дружку убивают подростки, на каждой странице, как в военной повести Ремарка». Сам писатель позже отмечал, что любит своё произведение, но считает его несколько жестоким, за что ему стыдно перед героями. Героев изначально было слишком много, поэтому Лукьяненко для удобства дальнейшего повествования «взял да и убил сразу пять персонажей в конце третьей главы».
| Год  | Издательство            | Место издания   | Серия                        | Тираж         | Примечание                                            | Источник |
| ---- | ----------------------- | --------------- | ---------------------------- | ------------- | ----------------------------------------------------- | -------- |
| 1992 | Terra Fantastica        | Санкт-Петербург | Кольцо Мариколя              | 30000         | Первое издание романа.                                | [ 6 ]    |
| 1994 | ЛИА "Номад"             | Алматы          |                              | 15000         | Сборник "Лорд с планеты Земля".                       | [ 7 ]    |
| 1997 | ЭКСМО                   | Москва          | Абсолютное оружие            | 15000         | Авторский сборник. Два внецикловых романа и рассказы. | [ 8 ]    |
| 1997 | Аргус                   | Москва          | Хронос                       | 10000         | Авторский сборник. Два внецикловых романа и рассказы. | [ 9 ]    |
| 2000 | АСТ                     | Москва          | Звездный лабиринт            | 5000 + 10000  | Два внецикловых романа.                               | [ 10 ]   |
| 2000 | АСТ                     | Москва          | Звездный лабиринт            | 5000 + 54000  | Два внецикловых романа.                               | [ 11 ]   |
| 2004 | АСТ                     | Москва          | Звездный лабиринт (мини)     | 15000 + 10000 |                                                       | [ 12 ]   |
| 2004 | АСТ                     | Москва          | Звездный лабиринт: коллекция | 10000 + 19100 | Три внецикловых романа.                               | [ 13 ]   |
| 2007 | АСТ, Астрель, Хранитель | Москва          |                              | 7000          |                                                       | [ 14 ]   |
| 2007 | АСТ, Хранитель, Харвест | Москва, Минск   | Чёрная серия (танковая щель) | 20000 + 7000  | Два внецикловых романа.                               | [ 15 ]   |
| 2009 | АСТ                     | Москва          | Внеклассное чтение           | 5000          |                                                       | [ 16 ]   |
| 2011 | АСТ                     | Москва          | Весь... (детская серия)      | 5000          | Два внецикловых романа.                               | [ 17 ]   |
| 2015 | АСТ                     | Москва          | Весь Сергей Лукьяненко       | 5000          | Книга гор. Три не связанных между собой романа.       | [ 18 ]   |

| Год  | Название                      | Издательство | Место издания    | Язык      | Переводчик                | Источник |
| ---- | ----------------------------- | ------------ | ---------------- | --------- | ------------------------- | -------- |
| 2009 | Die Ritter der vierzig Inseln | Heyne Verlag | Мюнхен, Германия | Немецкий  | M. Dondl                  | [ 19 ]   |
| 2009 | Kavaliroj de kvardek insuloj  | Импэто       | Москва, Россия   | Эсперанто | С. Сметанина, М. Чертилов | [ 20 ]   |
| 2012 | Rytíři čtyřiceti ostrovů      | Triton, Argo | Прага, Чехия     | Чешский   | П. Вайгель                | [ 21 ]   |

## Критика и оценки
Лаборатория Фантастики

 Goodreads

 LibraryThing
В 1999 году, вручая Сергею Лукьяненко премию «Аэлита», писатель-фантаст Кир Булычёв заявил: «Когда я прочел „Рыцарей Сорока Островов“, я понял, что автор станет большим писателем. Так и случилось»

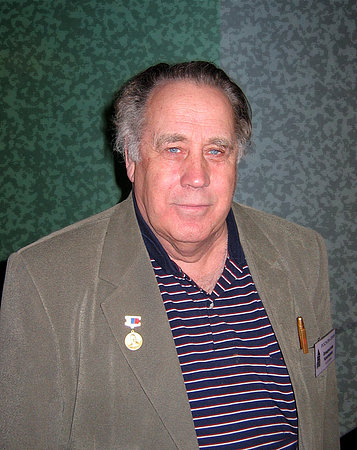
Владислав Крапивин

Лукьяненко начинал практически с прямого подражания детскому писателю Владиславу Крапивину, поэтому в «Рыцарях Сорока Островов» присутствует некоторая крапивинская подростковая романтика. Общая фабула произведения соответствует «крапивинской традиции», для которой характерны дети, подвергающиеся всяческой травле, гонениям, экспериментам со стороны взрослых. Однако при этом писателю, по определению критиков и коллег, пришлось «круто порвать со своим литературным происхождением» и в поисках собственного творческого пути «пройти школу» американской фантастики. Деревянные мечи, легенда о клипере Безумного Капитана, возраст персонажей — всё это стилистически близко к Крапивину. Однако вместо романтической возвышенности Лукьяненко прибегает к реалистичному моделированию поведения персонажей. Его деревянные мечи могут становиться стальными, клипер — мираж, а дети могут умирать. Творчество Лукьяненко скорее «антикрапивинское». Эпиграфом к роману выбрана цитата из книги Крапивина «Оранжевый портрет с крапинками», которая подчёркивает главное отличие Лукьяненко от Крапивина в образах детей. Жестокость проявляется со стороны детей по отношению к детям. Владислав Крапивин по этому поводу в интервью для журнала «Та Сторона» сказал, что его герои в подобной ситуации действовали бы по-другому. По словам писателя, его неоднозначное отношение к произведению вызвано даже не столько тем, что дети могут быть жестокими и воевать, как тем, что Лукьяненко «преподносит это как явление логичное и вполне естественное».
Процесс становления внутреннего мира персонажей-детей не обходится без межличностных конфликтов, имеющих сюжетообразующую функцию. Дети вступают в борьбу в силу внешних обстоятельств, а не являются источником агрессии. По мнению Крапивина, дети не воюют с детьми, так как «они ещё не посходили с ума». Однако, роман «Рыцари Сорока Островов» ориентирован на диалог с крапивинской традицией, писатель выходит за рамки нравственной аксиомы, сталкивая детей между собой. Крис Акаяки в альманахе «Та сторона» высказывает мнение, что этот приём подчёркивает одну из особенностей произведений Лукьяненко — их исключительную жестокость. Крис, Димка, Тимур, Толик и другие герои романа знают, что такое настоящая дружба, и умеют дружить, но одновременно с этим «с упоением» дерутся с мальчишками с других островов. По мнению Сергея Бережного, социальный эксперимент над детьми поставлен «на диво корректно», не оставляя героям романа никакой возможности этичного выбора. Позитивное решение задачи практически исключается начальными условиями. При попытке отказаться от войны и заключить союз ребята сталкиваются с политической борьбой за власть, в ходе которой всё снова возвращается к изначальному состоянию. Тем не менее автор любит своих героев и позволяет им добраться до лишённых эмоций и этики инопланетян, выступающих в роли злодеев.
Общая схема построения сюжета «Рыцарей Сорока Островов» характерна для многих ранних произведений Лукьяненко. Сначала происходит некоторое развитие событий и накручивание загадок, а ближе к концу появляется чаще всего одушевлённая сила, являющаяся ключом к разгадке. Так и в «Рыцарях»: главный герой оказывается в чужом мире, изучает его законы и путешествует по нему в поисках ответов. По мнению Виталия Каплана, динамический сюжет романа позволяет искусственно обострить исследуемую проблему. Если бы в произведении рассказывалось о непростых взаимоотношениях подростков в условиях современного российского города, то проблематика оказалась бы «размазанной» на фоне жизненных мелочей и различных обстоятельств. Когда Лукьяненко помещает героев в искусственно созданную среду, где они вынуждены воевать друг с другом, тем самым он отсекает всё лишнее.

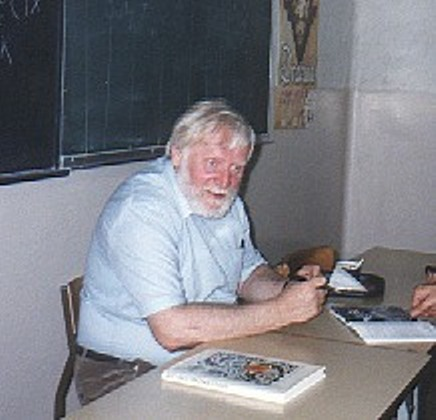
Кир Булычёв

Кир Булычёв утверждал, что финал романа нельзя назвать сильным. Пришельцы и сами больше похожи на подростков, а не на взрослых злодеев. Многие герои на протяжении романа неважно прописаны. Однако на фоне всего этого видна серьёзная мысль «о насилии взрослого и жестокого мира, который может кинуть подростка замерзать в грязном окопе, тогда как толстый дядя генерал будет пить водку в теплом штабе».
Сергею Лукьяненко отлично удалось показать идеализм и невозможность существования в реальном мире «крапивинских барабанщиков», хотя «барабанщики» этически больше подходят для формирования в сознании ребёнка идеала, чем убивающие друг друга дети. Роман Лукьяненко сталкивает утопический идеал с реальностью. Тем не менее, Лукьяненко так же, как и Крапивин, показывает, что «понимание человеком смысла жизни и смерти напрямую связано с его личностными ценностями». Дружба, преданность и верность противопоставляются предательству и измене, на чём и держатся мальчишеские братства в произведениях писателей-фантастов.
В 1995 году роман был отмечен премией «Меч Руматы», одной из жанровых премий «Странник», за лучшее произведение в жанре героико-романтической и приключенческой фантастики. В 2010 году перевод романа на немецкий язык «Die Ritter der vierzig Inseln» был отмечен одной из крупнейших наград Германии в области фантастики — Немецкой фантастической премией (нем. Deutscher Phantastik Preis) в номинации «Переводной роман». В 1992 году «Рыцари Сорока Островов» номинировались на читательскую премию «Великое Кольцо»; в 1993 — на премии «Интерпресскон» и «Бронзовая Улитка».

## Адаптации
В 2007 году издательство «Аудиокнига», входящее в холдинг «Издательская группа АСТ», выпустило аудиокнигу по роману. Текст продолжительностью 8 часов читает Сергей Харитонов.
В конце 2007 года появилась информация о планируемой экранизации романа, сценарий для которой написали украинские писатели и сценаристы Мария и Сергей Дяченко. Для съёмок планировалось пригласить американского режиссёра. На презентации Сергея Лукьяненко в Кёльне, состоявшейся 5 марта 2008 года, было объявлено о скором начале съёмок при совместному участии американской компании «Run Entertainment», но в итоге экранизация произведения так и не состоялась.